# Atomorpha lucasi
Atomorpha lucasi là một loài bướm đêm trong họ Geometridae.